# Сутта-пітака
Сутта-пітака («кошик повчань») — друга частина Трипітаки, яка написана мовою палі й створена на острові Цейлон. Це найповніша збірка буддійських повчань і промов, головними серед яких є промови Будди та його учнів. У ній багато діалогів, віршів, легенд, афоризмів, у яких ідеться про переваги буддизму над брахманізмом, критикується аскетизм, якому протиставляються любов, співчуття, доброзичливість. Разом з міфами про створення світу вміщено оповідь про останні дні життя Будди, обставини його смерті, спалення його тіла і розподіл останків після спалення. Книга подає численні відомості про тогочасні звичаї, народні традиції, особливості релігійної думки.
Існує також переклад фрагментів Коментарів до джатак "Історія походження бодхісати":
- Пролог[2]
- Давня епоха[3]
- Проміжна епоха[4]
- Найближча епоха[5].

Палійський варіант доступний на сайті tipitaka.org.
У відомому повному перекладі джатак англійською мовою Пролог відсутній.
Однак у передмові сказано, що Nidānakathā вже була раніше перекладена англійською мовою Ріс Девідс

## Виноски
1. ↑  A Dictionary of Buddhism, by Damien Keown, Oxford University Press: 2004
2. ↑  Nidānakathā. tipitaka.theravada.su. Процитовано 13 листопада 2021.
3. ↑  1. Dūrenidānakathā. tipitaka.theravada.su. Процитовано 13 листопада 2021.
4. ↑  2. Avidūrenidānakathā. tipitaka.theravada.su. Процитовано 13 листопада 2021.
5. ↑  3. Santikenidānakathā. tipitaka.theravada.su. Процитовано 13 листопада 2021.
6. ↑  http://www.tipitaka.org/romn/cscd/s0513a1.att0.xml